# Aeroportul Internațional Mashhad
Aeroportul Internațional Mashhad (IATA: MHD, ICAO: OIMM) este un aeroport din Mașhad, Central District⁠(d), Mashhad County⁠(d), Provincia Razavi Khorasan, Iran ce deservește zona Mașhad. Aeroportul a fost tranzitat în 2019 de 8.861.319 pasageri. A fost deschis în 1951 și numit după zona deservită.
Situat la o altitudine de 995 m, aeroportul dispune de 2 piste. Este operat de Iranian Airports Holding Company⁠(d).

## Infrastructură

### Piste
Aeroportul dispune de 2 piste. Pista are orientarea 13R/31L.Pista are orientarea 13L/31R.